# 比利·霍蘭
比利·霍蘭（英語：Billy Holland；1985年8月3日—）是一位愛爾蘭橄欖球運動員。他是愛爾蘭國家橄欖球隊的一員，代表愛爾蘭參加了2015年橄欖球六國賽。